# Nicolás Fernández de Moratín
Nicolás Fernández de Moratín (ur. 20 lipca 1737 w Madrycie, zm. 11 maja 1780 tamże) – hiszpański poeta, dramaturg i prozaik epoki oświecenia.

## Życiorys
Studiował prawo na uniwersytecie w Valladolid, po czym otworzył praktykę adwokacką w Madrycie. Należał do kręgu ilustrados, literatów i polityków pragnących zreformować państwo zgodnie z oświeceniowymi ideałami. Był współzałożycielem i członkiem klasycystycznej grupy literackiej Tertulia de la Fonda de San Sebastián, do której należeli także np. José Cadalso i Tomás de Iriarte.
Moratina najbardziej interesowała reforma teatru, przez co zwolennicy Oświecenia rozumieli przede wszystkim rygorystyczne przestrzeganie reguł poetyki arystotelesowskiej. Swoje poglądy przedstawił w serii esejów pod tytułem Desengaños al teatro español (1762-1763). Napisał kilka dramatów, w tym komedię La petimetra (Modnisia, 1762) i trzy tragedie: Lucrecia (1763), Hormesinda (1770) i Guzmán el Bueno (1777).
Jego synem był dramaturg i poeta Leandro Fernández de Moratín (1760-1828).